# Zepter Pole Vault Stars 2005
16. Zepter Pole Vault Stars – halowy mityng lekkoatletyczny w skoku o tyczce, który odbył się 12 lutego 2005 w Doniecku (Ukraina).
Podczas zawodów Rosjanka Jelena Isinbajewa ustanowiła wynikiem 4,87 Historia najlepszego halowego wyniku na świecie w skoku o tyczce kobiet. Anna Rogowska poprawiła halowy rekord Polski (4,75).

## Rezultaty
|           | 1. miejsce        | Rezultat | 2. miejsce    | Rezultat | 3. miejsce      | Rezultat |
| Mężczyźni | Derek Miles       | 5,85     | Igor Pawłow   | 5,80     | Denys Jurczenko | 5,70     |
| Kobiety   | Jelena Isinbajewa | 4,87     | Anna Rogowska | 4,75     | Monika Pyrek    | 4,70     |